# Kərimbəyli (Bərdə)
Kərimbəyli è un comune dell'Azerbaigian situato nel distretto di Bərdə. Conta una popolazione di 259 abitanti.